# Cabasa (musikinstrument)

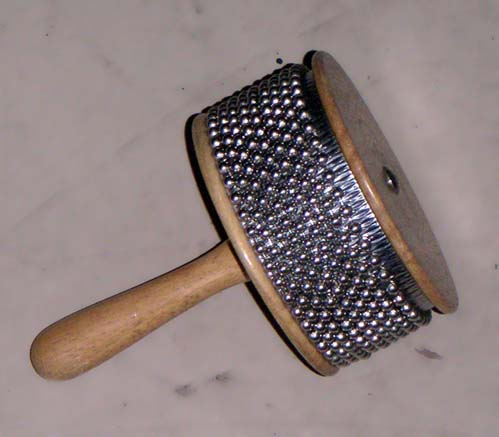
En modern afuche-cabasa.

Cabasa är ett musikinstrument som liknar maracas, det är ett rytminstrument som konstrueras genom loopar av stålkulekedjor lindade kring en vid cylinder. Cylindern är fäst vid ett långt smalt handtag i plast eller trä.
Musikinstrumentet har afrikanskt ursprung och tillverkades av kalebass där man fäste pärlor med strängar på den yttre ytan. Den moderna cabasan i metall skapades av Martin Cohen, grundaren av bolaget Latin Percussion. Detta bolag har byggt en mer uthållig cabasa som de kallar en afuche-cabasa (se bilden). Den avger ett metalliskt, rasslande ljud när den skakas eller rullas, liknande ljudet från en skallerorm. Den används ofta i latinamerikansk jazz, speciellt i bossa nova-stycken. 
Precisa rytmiska effekter kan skapas av erfarna spelare. Spelaren placerar sin icke-dominanta hand på metallkedjan för att skapa tryck medan den andra handen håller i skaftet och skakar instrumentet fram och tillbaka för att få det önskade rytmiska mönstret. Utöver latinamerikansk musik så används cabasa både av band och orkester.
Musikinstrumentet används ofta i musikterapi, speciellt till individer som har fysiska/neurologiska funktionsnedsättningar eftersom det krävs minimal handrörlighet för att skapa ljud. Ljudet som individen skapar kan förstärkas av terapeuten vilket bygger nervbanor mellan handens rörlighet och att höra ljudet vilket i sin tur uppmuntrar mer flytande handrörelser.

## Moderna adaptioner
En modern anpassning av detta instrument är fotpedalen från Meinl Percussion.

## Användare
- Ed O'Brien (på Paranoid Android)
- Spencer Bohren
- Morgan Nicholls (på Supermassive Black Hole)
- William Adams (spelar i Honey Tone)
- Brent Gemmill & Bob Zeiger (spelar i Terminal Lovers)
- Diane Rose (Houston, TX)
- Evan Gattis
- Michael Franks
- Caitlin Anderson